# Ahad al-Masariha
Ahad al-Masariha – miasto w Arabii Saudyjskiej, w prowincji Dżazan. W 2010 roku liczyło 25 007 mieszkańców.